# Adrien Bruneau
Pour les articles homonymes, voir Bruneau.
Ne doit pas être confondu avec Adrien Louis Bruneau (1831-?), un peintre et aquarelliste.
Ne doit pas être confondu avec Adrien Bruneau (1805-1895), un avocat et homme politique belge.
Adrien Bruneau, né le 20 juin 1874 à Laval et mort le 30 août 1965 dans le 16e arrondissement de Paris, est un peintre français. Tombé dans l'oubli, il fait partie des pionniers ayant contribué à l’essor du cinéma éducatif.

## Biographie

### Origine
Il était issu d'une famille très pauvre. Son père Augustin Bruneau, simple journalier, devint peintre en bâtiment,. Sa mère est Célestine Prévost. Il est élève à l'école communale primaire de Bootz. Avec l'aide de son ancien maître d'école, Henri Lefèvre, il parvient avec succès à l'examen des Bourses. Reçu à ce concours, il entre au lycée de Laval, où il effectue le reste de ses études ; il y suit notamment les cours du professeur Gaston Bertin.
À l'instar de son ami Léopold Lelée, il remporte le concours scolaire de la Société des arts réunis de Laval. Après un échec au baccalauréat, il débute de 1893 à 1894 comme apprenti chez le maître verrier Auguste Alleaume.

### Études artistiques
II entra aux Arts déco en 1894, où il obtint ses diplômes d'enseignement du dessin en 1898. Dès le début de sa scolarité, il montre une préférence pour l'étude des plantes et des fleurs, s'inspirant des principes japonais connus en France sous l'influence d'Émile Reiber.
Délégué comme professeur à l'École d'arts décoratifs d'Aubusson en 1898, il effectue ensuite son service militaire.
Il est professeur bénévole de 1898 à 1900 aux cours du soir des apprentis du Faubourg Saint-Antoine.

### Professeur d'arts
Après une année de service militaire, de 1899 à 1902, il est dessinateur de la maison Christofle pour l'orfèvrerie, et celui de la maison Vever (pour la bijouterie). Il reçoit une récompense pour l'orfèvrerie à l'Exposition universelle de 1900.
Il entre en 1900 comme professeur à l'École Boulle. Il y reste jusqu'en 1910. Il y enseigne « la composition décorative pour l'orfèvrerie, le bronze, le meuble ».
Il obtient en 1902 le 1er prix (médaille d’argent), pour ses travaux d’art industriel (dessins et modèles en plâtre) et études d’éléments décoratifs, présentés au jury du Conservatoire national des arts et métiers.
En 1902, il est officier de l'Instruction publique.
Il dispense en même temps de 1911 à 1926 des cours de dessin et de décoration à l'École nationale supérieure des arts décoratifs tout en créant une section d'art floral et animalier.

### Nouvelle méthode d'enseignement
Pendant la Première guerre mondiale l'École nationale supérieure des arts décoratifs fut désorganisée, la plupart des professeurs étant mobilisés. Lorsque les cours reprirent, il était nécessaire d'adapter l'enseignement aux nécessités de l'époque. Pour y répondre, Adrien Bruneau y développe une méthode qui consiste à demander aux élèves d'utiliser les croquis faits pendant la projection d'un film muet pour composer un dessin original.
Bruneau a pour élèves Manon Iessel, Alain Saint-Ogan, Géo Ham et Jean-Adrien Mercier.
Ce dernier indique sur Bruneau qu'« il nous inculquait la joie de dessiner des fleurs, le plaisir de faire des esquisses. Il nous obligeait à prendre des croquis dans le métro ou à mémoriser après la projection d'un film telle ou telle séquence et de la reproduire immédiatement ».

### Vie familiale
En juin 1904, il épouse Emma La Saigne (1882-1952). En 1921, il demeure villa Montmorency, 52 avenue des Sycomores. Il participe à la Première Guerre mondiale de 1914 à 1919 avec le 25e régiment d'infanterie territoriale de Laval.

### Cinéma
Au retour de la Première Guerre mondiale, passionné par le cinéma, il collabore avec Louis Lumière et devient le « pionnier de l'enseignement du dessin par le cinéma ». Il a réuni, dans une salle de l’école communale de la rue Madame, les travaux des élèves du cours libre qu’il professe depuis trois ans en utilisant l’appareil cinématographique, puis au musée Galliera à partir de 1924.
En 1920, il est le fondateur de l'école Art et Publicité (auteur en 1921 de l'Enseignement moderne de la classe de dessin par le cinématographe). Il va en assurer bénévolement la direction pendant 10 ans tout en fondant avec le soutien de Léon Riotor la cinémathèque de l'enseignement professionnel, dont il est aussi le créateur. L'école a par exemple comme élèves Hélène de Beauvoir, Colette Pettier, Véra Pagava.
En 1922, la Ville de Paris l’a chargé, en collaboration avec Jean Benoit-Lévy, de la réalisation de films d’enseignement pour les écoles professionnelles municipales. La Ville de Paris l'amène à superviser la réalisation du film Pasteur en 1922,. Il préconise, vers 1922, « l’emploi du cinématographe dans les écoles primaires et professionnelles, non seulement pour éveiller l’intelligence de l’enfant, mais pour exercer ses facultés d’observation et sa mémoire des images ». Cette position lui amena des contradictions qui ne manquèrent pas, mais il continua toujours et encore son travail de pionnier dans le domaine. En 1925, il obtient de nombreux prix à l'Exposition internationale des Arts Décoratifs.
La Cinémathèque de la Ville de Paris est officiellement crée le 14 décembre 1925. Adrien Bruneau en est le premier directeur.
En 1926, il devient vice-président des « Amis du cinéma ».

### Titres et fondations
Il est inspecteur général de l'enseignement artistique et professionnel de la Ville de Paris en 1920. Il est lauréat de l'exposition internationale des arts décoratifs et industriels modernes en 1925. Inspecteur général du dessin d'art au ministère de l'Éducation nationale de 1927 à 1936, il participe à ce titre à l'installation d'expositions internationales d'art, en France comme à l'étranger : Exposition internationale de 1930, Exposition d'urbanisme de Berlin en 1932, Exposition universelle de 1935.
À la retraite en 1935, il fonda avec le concours de son ancien condisciple de lycée Adolphe Beck, en 1936 le Musée-école de la Perrine à Laval (Mayenne), inauguré le 15 septembre 1937 consacré à la formation technique et à l'éducation artistique des élèves. Il veut rendre à sa ville natale « le bien qu'elle lui avait fait : créer une œuvre à la portée de tous, grands et petits, capable de les hausser vers le Haut et de leur donner le goût d'une vie meilleure ».
Il y prépare quelques expositions : 
- 1938 : les œuvres de Léopold Lelée ;
- 1939 : les œuvres de Louis-André Margantin.

Il est à l'origine du musée folklorique de Sainte-Suzanne, crée en 1956-1957.
Il était aussi vice-président de la Société de littérature et d'art du XVIe arrondissement de Paris[réf. nécessaire].
Il est chevalier le 22 mai 1928 puis officier de la Légion d'honneur le 5 aout 1938. Il est décédé à son domicile parisien au 52, avenue des Sycomores.

### Postérité
En 1963, le conseil municipal de Laval rend un « solennel hommage » à Adrien Bruneau en attribuant son nom à l'allée qui conduit au jardin de la Perrine, et au musée-école dont il est le fondateur.

## Distinctions
- Officier de la Légion d'honneur (1938)

## Publications
- L'enseignement artistique et professionnel de la ville de Paris, 1925. Il présente, avec un tableau très complet de ce que fut le pavillon de la ville de Paris, entièrement consacré aux divers enseignements artistiques et techniques municipaux, un exposé très complet de toutes les institutions par lesquelles la ville de Paris s’efforce de concourir au développement des arts appliqués et a la formation du personnel qui leur est nécessaire[35].

## Sources partielles
- Le Courrier de la Mayenne, août 1965.
- L'Oribus. Groupe de recherches sur le mouvement social en Mayenne, N°20. 1986. ISSN 0294-4987.